# به‌صف‌کشی (تاریخ)
به‌صف‌کشی (به لهستانی: Łapanka) یک تاکتیک گستردهٔ امنیتی و اقتصادی آلمان نازی در جریان جنگ جهانی دوم بود که در کشورهای اشغالی، به ویژه در لهستان تحت اشغال آلمان مورد استفاده قرار می‌گرفت و در آن نیروهای اس‌اس، ورماخت و پلیس آلمانی به‌طور تصادفی هزاران غیرنظامی را در خیابان‌های شهرهای اشغالی اسیر می‌کردند. غیرنظامیان در گروه‌هایی از رهگذران بی‌خبر از همه جا دستگیر می‌شدند، یا از محله‌های از پیش محاصره شده ربوده می‌شدند.
کسانی که در به‌صف‌کشی‌ها دستگیر می‌شدند اغلب برای کار اجباری به آلمان فرستاده می‌شدند، اما برخی نیز به عنوان گروگان گرفته می‌شده یا در اقدامات تلافی‌جویانه اعدام می‌شدند. برخی دیگر نیز زندانی شده، به اردوگاه‌های کار اجباری فرستاده شده، یا در بسیاری از عملیات‌های پاکسازی قومی اعدام می‌شدند.

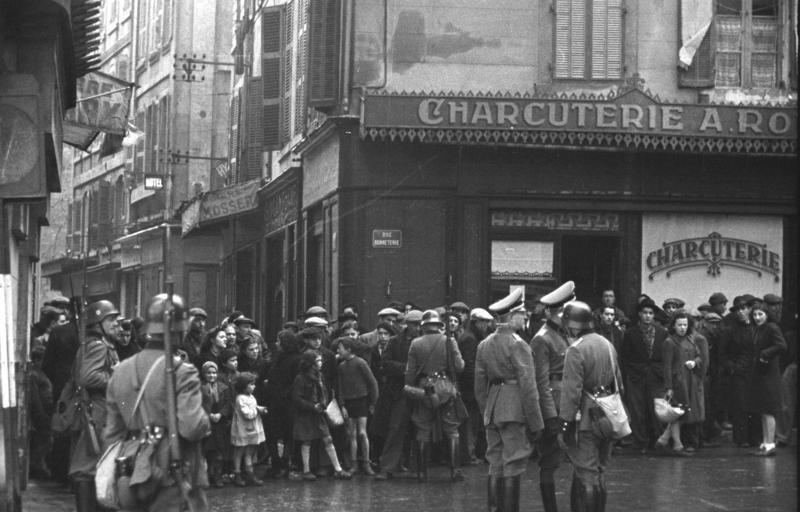
به‌صف‌کشی نازی‌ها در فرانسه (به فرانسوی: rafle)، مارسی، ژانویه ۱۹۴۳.